# Tygr malajský
Tygr malajský (Panthera tigris jacksoni, malajsky harimau) je poddruh tygra žijící ve středních a jižní částech Malajského poloostrova. Ve volné přírodě přežívá posledních 250 až 340 jedinců a populace se stále snižuje. IUCN ho hodnotí jako kriticky ohrožený poddruh. Dříve byl považován za regionální formu tygra indočínského, avšak v roce 2004 byl na základě zkoumání mtDNA a mikrosatelitních sekvencí uznán za samostatný poddruh. Odborný název získal po zoologovi Peteru Jacksonovi.

## Popis
Tygr malajský je velmi podobný tygru indočínskému, má také relativně tmavou podkladovou barvu. Je menší než tygr indický. Celková délka samců dosahuje 190 až 284 cm, samice měří 178 až 261 cm. Výška v ramenou činí 58 až 114 cm. Hmotnost samic se pohybuje v rozmezí 24 až 156 kg. Samci váží 36–172 kg. Tyto údaje byly stanoveny na základě měření 21 samců a stejného množství samic ze dvou různých oblastí Malajsie a zahrnují v sobě i nedospělé jedince, tudíž je nelze průměrovat bez výrazného zkreslení.

## Výskyt
V minulosti se vyskytoval v lesích v kontinentální části Malajsie a na jihu Thajska jižně od šíje Kra. V Singapuru byl vyhuben roku 1950. V Malajsii je jejich výskyt zaznamenán v provinciích Kelantan, Terengganu, Pahang, Perak a Johor. V současnosti (2014) žije na území o celkové rozloze cca 44,761 km².

## Způsob života
Tygři malajští loví například sambary, muntžaky, prasata divoká, prasata vousatá, mláďata slonů indických a nosorožců a někdy také dobytek. Březost trvá 100–103 dnů. Samice většinou rodí 2 nebo 3 mláďata. Mláďata dospívají ve věku 1,5 až 2 roky a v přírodě se dožívají maximálně 11–14 let. Teritorium mají velké až 100 km².

## Ohrožení

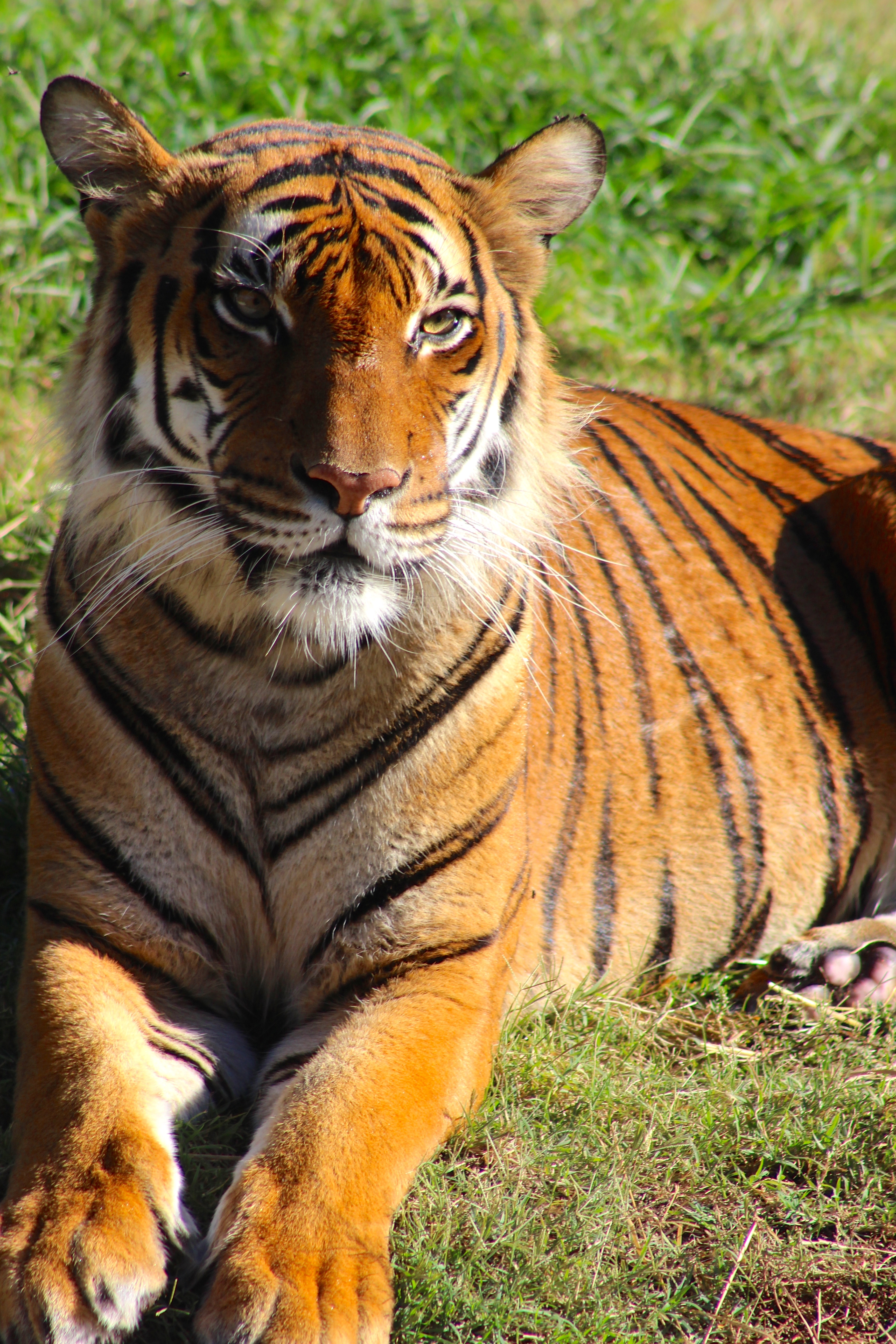
tygr malajský

Dle Mezinárodního svazu ochrany přírody je kriticky ohroženým druhem. Nebezpečí pro něj představuje rozvoj, zemědělství, pytláctví (zejména kvůli pověře, že se z jeho kostí dají vyrobit léky). Obchod s těmito tygry je zakázán. V ČR je chován Zoo Praha a Zoo Ústí nad Labem.

## V kultuře

Tygr malajský je vyobrazen na státním znaku Malajsie.

Tygr malajský je národní zvíře Malajsie. Je ve znaku mnoha malajských institucí.

## Chov v zoo
Tygr malajský patří mezi nejvzácněji chované velké kočkovité šelmy. V celé Evropě jej chová jen 8 zoo. Kromě dvou německých, dvou francouzských, jedné britské a jedné maďarské zoo se jedná také o dvě české zoo:
- Zoo Praha
- Zoo Ústí nad Labem.

Evropský prvoodchov se podařil v německém Halle v roce 2004. Odchovat mláďata se podařilo jen ve třech zařízeních.

### Chov v Zoo Praha
První tygr malajský přišel do Zoo Praha v roce 2006. Samici Radju doplnila o rok později další samice – Banya. Obě tygřice pocházely ze Zoo Halle v německém Sasku-Anhaltsku. O další rok později se podařilo získat samce. Samec Kawi se narodil v Lok Kawi Wildlife Parku na indonéském Borneu. Na počátku října 2017 se samici Banye a samci Johannovi narodila dvě mláďata – samec a samička. 3. prosince 2017 byla pokřtěna hudební skupinou Laura a její tygři a dostala jména Bulan a Wanita. 10. května 2019 byl samec Bulan odvezen do Zoo Ústí nad Labem za samicí Indrou (původem ze Zoo Halle).

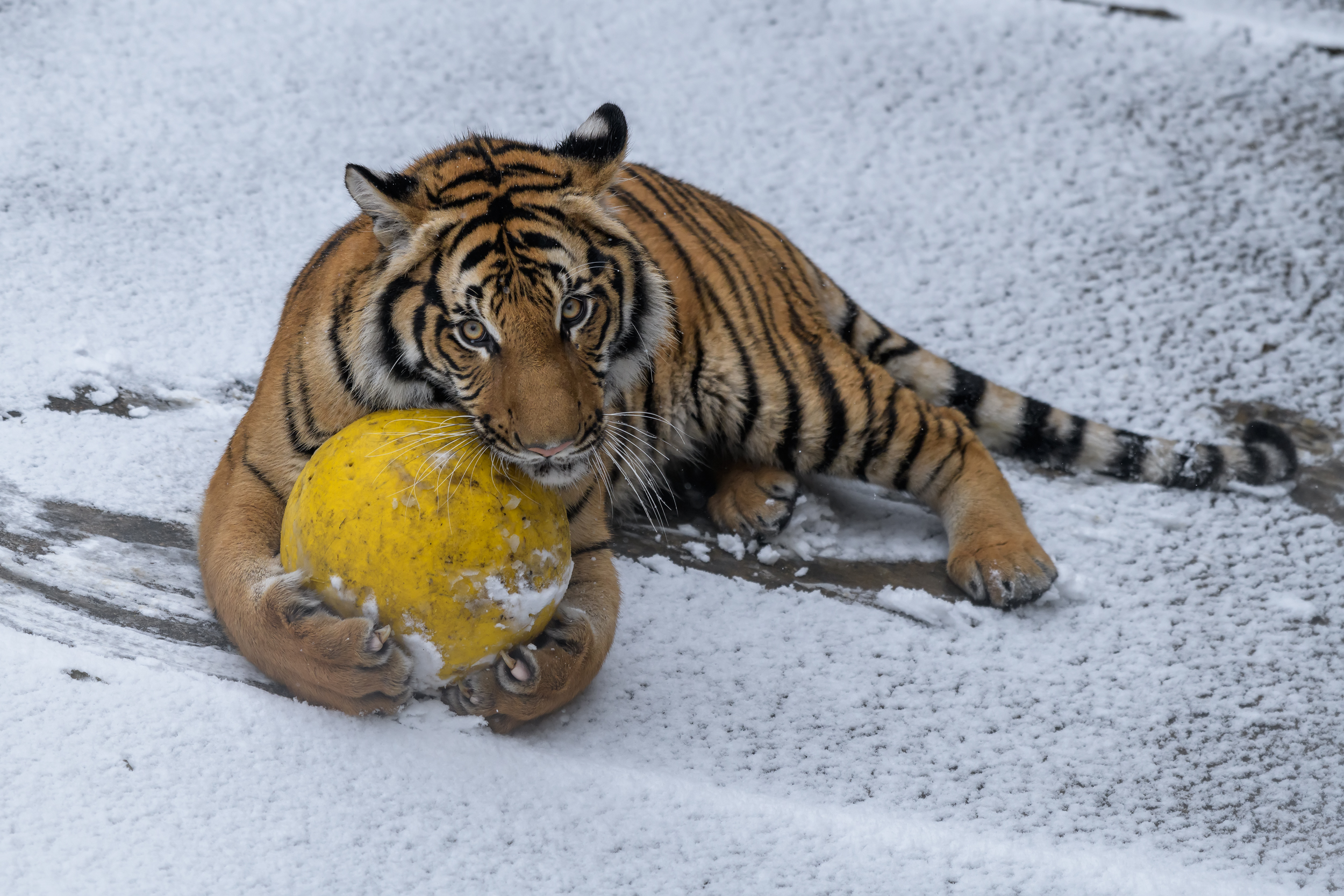
Tygr malajský s míčem – enrichment
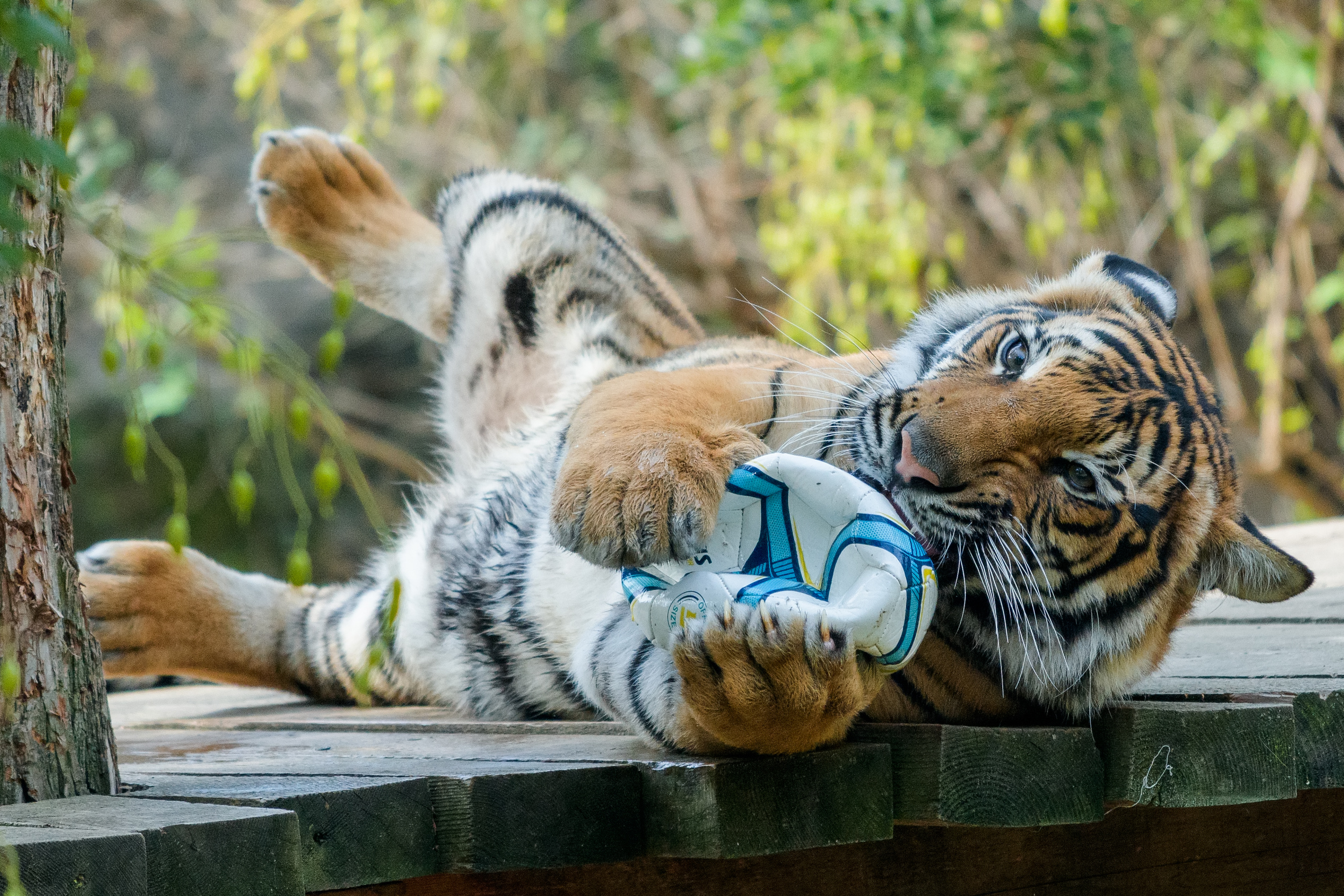
Tygr malajský s míčem – enrichment